# Völkerschlachtdenkmal (Kanena)

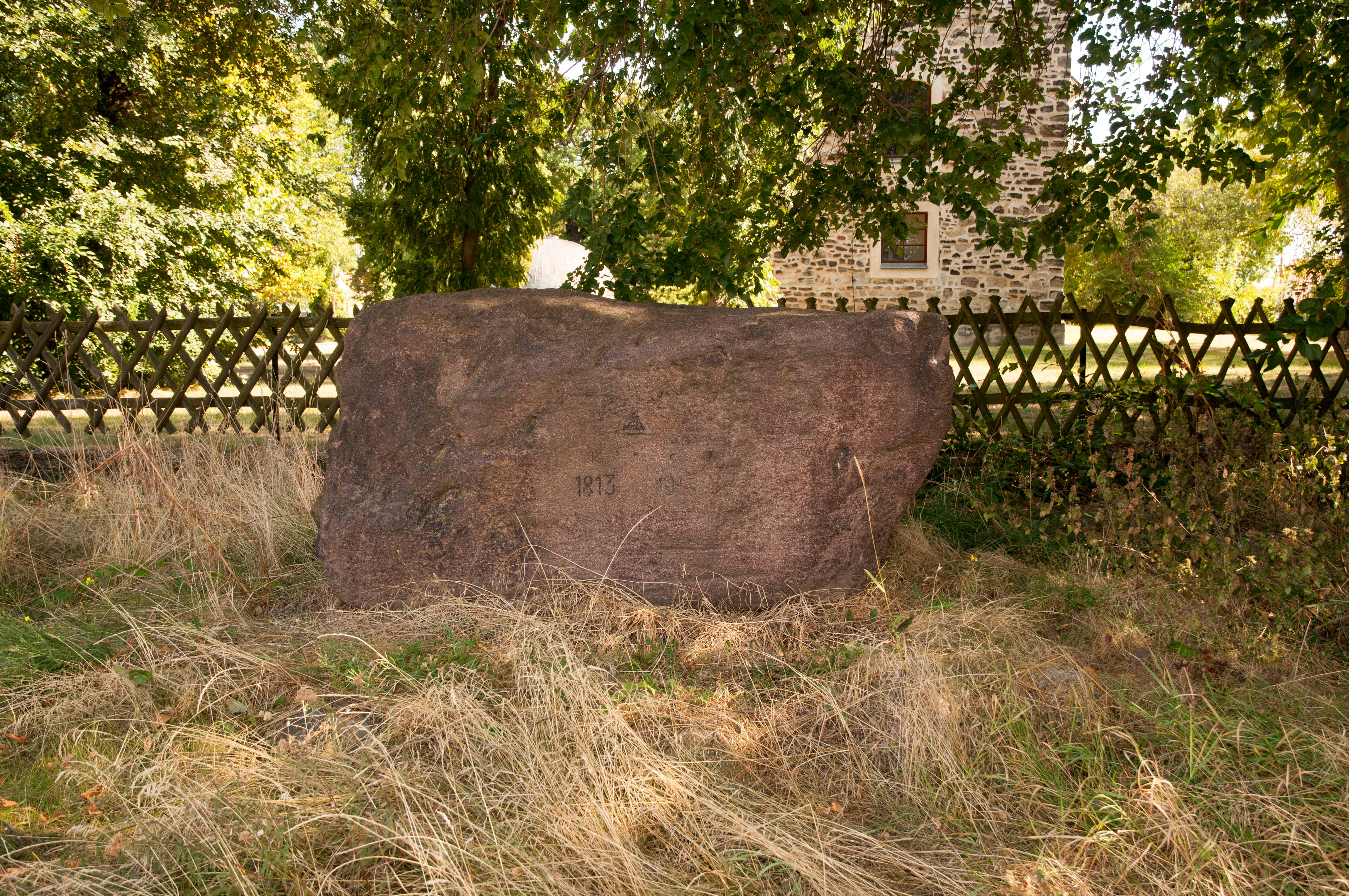
Ansicht von Westen

Das Völkerschlachtdenkmal von Kanena ist ein Gedenkstein in der Stadt Halle (Saale) in Sachsen-Anhalt. Es steht unter Denkmalschutz und ist im Denkmalverzeichnis mit der Erfassungsnummer 094 97106 als Kleindenkmal eingetragen.

## Lage
Im Ortszentrum von Kanena befindet sich westlich der Kirche und des Friedhofs, an der Stelle, wo die Schkeuditzer Straße und die Straße Zum Planetarium aufeinander treffen, das Völkerschlachtdenkmal von Kanena.

## Gestalt und Geschichte
Ähnlich wie einige Völkerschlachtdenkmäler im Köthener Land (z. B. in Weißandt-Gölzau oder Quellendorf) handelt es sich bei dem Kleindenkmal in Kanena um einen Findling, der anlässlich des 100. Jahrestages der Völkerschlacht bei Leipzig im Jahr 1913 aufgestellt wurde. Fast schon verblasst ist das Eiserne Kreuz im oberen Bereich. Auch die Inschrift ist nur noch schwer zu entziffern. Sie lautet: 18. Oktober / 1813 – 1913.